# Tumbuka
L'idioma tumbuka és una llengua bantú parlada a Malaui, Zàmbia i Tanzània; en la seva llengua nativa es denomina chiTumbuka. És parlat per uns 2 milions de persones. El sistema d'escriptura que utilitza és l'alfabet llatí i la llengua està present a escoles i mitjans de comunicació, i per això no es tem per la seva supervivència.

## Característiques
Com altres llengües bantú, el tumbuka agrupa els substantius en divuit classes diferents segons la seva flexió o morfologia. Cada classe marca la concordança de l'adjectiu, el pronom i el verb que s'hi adjuntin, usualment amb la presència d'un prefix o sufix a l'arrel del nom. La concordança dels altres elements també es marca amb un afix.
Tot i la presència de tons, aquests no acostumen a diferenciar parells mínims sinó a relacionar-se amb determinats vocables. L'accent recau en la penúltima síl·laba del mot i afecta a l'entonació global de l'oració, que canvia segons el tipus de paraules que se situïn al final de la mateixa.